# Малік-шах
Малік-шах (тур. ( І. Melikşah ; перський : ملکشاه) нар. 16 серпня 1055 — 19 листопада 1092, Мерв, Сельджуцька імперія) сельджуцький державний і політичний діяч..
Був султаном сельджуцької імперії з 1072 до 1092 року. Під час його правління Сельджуцька імперія досягла найбільшого розквіту.

## Ранні роки
Малік-шах народився 16 серпня 1055 і провів свою юність в Ісфагані. За словами перського історика 12 століття Мухаммада бін Алі Раванді, Малік-шах мав світлу шкіру, був високий і дещо громіздкий. У 1064 році Малік-шах, у віці 9 років, поряд з Нізамом аль Мульком, перським візиром імперії, взяли участь у кампанії Алп-Арслана на Кавказі.
У тому ж році Малік-шах був одружився з Теркен-хатун, донькою караханідського хана Ібрагіма. У 1066 році Алп-Арслан організував церемонію біля Мерва, де він призначив Малік-шаха своїм наступником.
У 1071 році Малік-шах взяв участь у сирійській кампанії свого батька, і залишився в Алеппо, коли його батько воював з візантійським імператором Романом IV Діогеном.. У 1072 році, Малік-шах і Нізам аль — Мульк в супроводі Алп-Арслана брали участь в кампанії в Трансоксіані проти Караханідів. Проте, Алп-Арслан був важко поранений під час походу, й Малік-шах незабаром очолив армію. Алп-Арслан помер через кілька днів, і Маліка-шаха було оголошено новим султаном імперії.

## Період перебування при владі
Проте, відразу після того, як Малік-шах був проголошений султаном, його дядько Кавурд хотів перебрати трон для себе і послав Малік — шаху повідомлення, в якому говорилося: «Я старший брат, а ти юнацький син, я маю більше прав на успадкування».
Малік-шах потім відповів, відправивши наступне повідомлення: «Брат не може наслідувати, коли є син». Це повідомлення розлютило дядька. Він згодом займає Ісфаган. У 1073 році відбулася битва біля Хамадан, що тривала три дні. Дядька супроводжували його сім синів, і його армія складалася з туркмен, в той час як армія Малік — шаха складалася з ghulams («військові раби») і загонів курдських і арабських військ.
Під час битви турки армії Малік — шаха збунтувалися проти нього, але йому все-таки вдалося перемогти і захопити дядька. Потім той благав про помилування, а натомість пообіцяв піти у відставку в Оман. Однак Низам аль — Мульк відхилив пропозицію, заявивши, що не шкодуючи його було ознакою слабкості. Через деякий час, Кавурд був задушений тятивою, в той час як двоє його синів були осліплені.
Малік-шах розширював межі Сельджукской імперії. Були захоплені Північна Сирія і частина Палестини. Пізніше, в 1074 році, він вирішив висунути свої військові сили проти Караханідского хана Шамс аль-мулька, володаря Самарканда. Головна битва відбулася недалеко від Карші. Ханські війська були вщент розбиті. Після цього ними було захоплено Бухара і Самарканд. У 1079 році відбувся похід до Грузії і Вірменії. Деякий час Сельджуки утримувалися від великих походів, але вже в 1089 році почалася нова військова кампанія, по ходу якої була захоплена Фергана. Сельджуцька імперія розширилася до кордонів Східного Туркестану.
1091 року відправив 50-тисячне військо на чолі із Борсуком для підкорення Румського султанату. Султан розраховував, що опір буде не значним, оскільки румський султан Сулейман загинув перед тим, а його діти — Килич-Арслан та Кулан-Арслан знаходилися у Малік-шаха в полоні. Втім намісник Сулеймана — Абу-л-Касім — біля Ізніка (Нікеї) завдав поразки війську Великих Сельджуків.

## Соціальне значення
Крім військової діяльності, Малік-шах займався і відновленням зруйнованих і розорених після воєн і повстань районів проживання його підданих. Його держава поділялася на 12 васальних князівств на чолі з сельджуцькими аристократами та воєначальниками. Для того, щоб полегшити шляхи сполучення між своїми володіннями Малік-шах поліпшував дороги, також він споруджував будівлі загального користування — караван-сараї, було зведено сотні мечетей, медресе, палаців.

## Смерть
Малік-шах помер 19 листопада 1092 (37 років), коли він був на полюванні. Він був, швидше за все, отруєний халіфом або кимось із прихильників Нізам аль Мулька. За наказом Теркен-хатун, тіло Малік-шаха повернули в Ісфаган, де він був похований в медресе.. Після смерті султана почалась запекла боротьба між братами за владу..